# Theodore Dreiser
Theodore Herman Albert Dreiser (Terre Haute, Indiana, 1871. augusztus 27. – Hollywood, Kalifornia, 1945. december 28.) amerikai író és újságíró. Úttörője volt az amerikai naturalista írói irányzatnak, melynek a 19. századi Európában többek között Émile Zola, Gustave Flaubert és Guy de Maupassant voltak a képviselői. Dreiser karaktereinek emberi értéke nem a bevett erkölcsi normákban, inkább a nehézségek állhatatos legyőzésében rejlik, és sorsukban nem is annyira a lelki motivációk, mint inkább a körülmények az igazán mérvadóak.

## Korai évek
Dreiser apja, Johann (John) Paul Dreiser szövőmester 1844-ben vándorolt ki Németországból Amerikába. Római katolikus, szigorúan vallásos ember volt. Dreiser anyja, Sarah, a mennonita vallási szekta közösségében nőtt fel, Dayton közelében, Ohio államban; amikor Johannhoz férjhez ment és áttért a katolikus hitre, szülei kitagadták. A házaspár tizenhárom gyereke között Theodore volt a tizenkettedik, illetve a kilencedik a tíz közül, akik életben maradtak. Bátyja, Paul (1859-1906), aki nevét Dresserre változtatta, dalszövegek írásával lett népszerű. Apjuk eleinte gyapjúgyári munkás volt, majd később sikeres gyapjúkereskedő, és egy gyapjúfeldolgozó üzem tulajdonosa lett Sullivan városában (Indiana állam). 1869-ben az üzem leégett, a családapa megsérült. A szerencsétlenséghez az 1870-es gazdasági válság is hozzájárult, mely aztán a Dreiser családot reménytelen szegénységbe döntötte. Theodor Dreiser ezekben a nehéz években nőtt fel. Labilis érzelmi világához hozzájárult szigorú katolikus neveltetése is – részben ez a magyarázata annak, hogy felnőtt korában a katolicizmus ellen fordult.
Bár Dreiser nem volt kifejezetten iskolaellenes, a középiskolát mégsem fejezte be. 1889-ben egy volt tanára segítségével beiratkozott a bloomingtoni egyetemre (Indiana University, Bloomington), de egy év múlva hátat fordított a tanulásnak, és komolyan nekilátott az önművelésnek. Sokat olvasott, de nemcsak szépirodalmat; olvasmányai kiterjedtek a biológiára, fizikára, kémiára, sőt a lélektanra és a filozófiára is. Komoly hatással voltak rá Charles Darwin, Herbert Spencer brit filozófus, Thomas Henry Huxley (szintén brit) biológus, azonkívül Thomas Hardy és Honoré de Balzac naturalista regényírók.
Néhány év múlva, különböző kétkezi munkák után sikerült újságírói állást szereznie a Chicago Globe, és a St. Louis Globe-Democrat nevű lapoknál. Cikkeket írt neves írókról (mint például Nathaniel Hawthorne-ról), azonkívül interjúkat vezetett közéleti személyiségekkel, közöttük Thomas Edisonnal. 1898-ban feleségül vett egy Sara Osborn White nevű, Missouri állambeli tanítónőt, a házasság azonban nem bizonyult sikeresnek – Dreiser képtelen volt hosszabb ideig egyetlen nő mellett megmaradni. 1909-től kezdve a házaspár különvált, de hivatalosan soha nem váltak el egymástól.
1919-ben találkozott össze másodfokú unokahúgával, Helen Patges Richardsonnal. Dreiser azon nyomban beleszeretett a szép, fiatal lányba. Helen színésznői ambíciói miatt ugyanebben az évben Los Angelesbe költöztek, ahol Dreiser filmforgatókönyvek írásával próbált pénzt keresni, és megkezdődött egy huszonöt évig tartó viharos kapcsolat, amely túlélte a veszekedéseket, az elidegenedés periódusait, még Dreiser romantikus kicsapongásait is. Amikor felesége, Sarah Osborn White 1942-ben meghalt, Dreiser és Helen Richardson 1944-ben összeházasodtak, de ez a házasság sem tartott sokáig. Az írót szívroham vitte el 1945. december 28-án, 74 éves korában. 1946. január 3-án temették el Hollywoodban.

## Irodalmi pályafutása
Első regénye, Carrie drágám (Sister Carrie, 1900), egy lány története, aki vidékről Chicagóba menekül, és gazdag férfiak eltartottja lesz. A történet forrásául saját nővére, Emma életét vette alapul: Emma viszonyt folytatott egy olyan emberrel, aki nemcsak hogy nős volt, de sikkasztó is. A könyv magába foglalta a nagyvárosi élet összes brutális jellegzetességét. 1900 novemberében a Doubleday kiadóvállalat nagy nehezen beleegyezett a regény kiadásába, de botránytól félve nem propagálta a könyvet, így csak néhány példány kelt el. Doubleday – de különösen felesége – a regényt erkölcstelennek ítélte: hogy merészelt Dreiser egy sikeres történetet írni egy olyan nőről, aki bűnben él? A kiadó megpróbált a szerződés alól kibújni. Először Dreiser nem engedett, de végül egy szerkesztő barátja segítségével találtak egy brit kiadót. Angliában a könyv kedvező fogadtatásra talált mind az olvasók, mind a kritikusok között. Ez a fogadtatás volt az, ami aztán a későbbiek folyamán megalapozta a Carrie drágám nemzetközi hírnevét. Az amerikai nagyközönség számára a munka ismeretlen maradt, míg 1952-ben filmre nem vitték Laurence Olivier és Jennifer Jones főszereplésével.

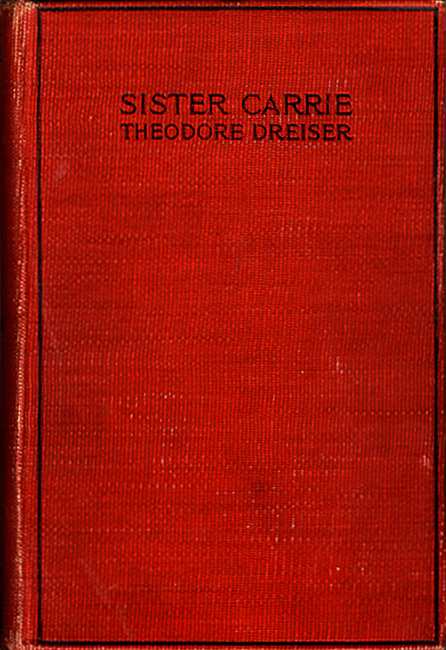
A Carrie drágám című regény korabeli fedőlapja

A Carrie drágám esete szinte szimbólumává nőtt az írói szabadság megnyirbálásának, a hipokrita puritán erkölcsök mindenható uralmának. Ez ellen a társadalmi cenzúra ellen Dreiser fáradhatatlanul harcolt egész életén keresztül. Hogy túljusson ezen a kellemetlen élményen, 1901-ben (két héttel apja halála után), belefogott második regényébe Jennie Gerhardt címmel. A történetet ismét saját családja történetéből merítette: megtaláljuk benne a német apát, aki nem érti gyerekei amerikai viselkedését, ennélfogva elveszti felettük szülői tekintélyét; a második generáció lázadását a "régi világ" értékszemlélete ellen; Dreiser anyjának erőfeszítéseit, hogy utat találjon gyerekei érzelmi szükségletei és a családi tradíciók között. Jennie ezúttal egy másik nővérének portréja, Jennie apja pedig Dreiser saját apja. Ebben a történetben is megtalálhatók azok az anyagi körülmények, amelyek a német-amerikai hősnőt családja támogatására kényszerítik.
Miután öt hónapon belül Dreiser megírt negyven fejezetet, idegei felmondták a szolgálatot, és 1910-ig megszűnt regényíró lenni. Az író szerint ezt a Carrie drágám megkísérelt elfojtása okozta. Tisztelője, a híres amerikai irodalomkritikus H. L. Mencken beszélte rá, hogy fejezze be Jennie Gerhardt-ot. A regény publikálására 1911-ben került sor.
Mencken buzdításai ellenére, a cenzúra fenyegető árnyéka Dreisert két évtizeden át kísértette. A kiadók gyakran visszautasították a munkáit. Amikor valamelyik végre elfogadott egy kéziratot, a szerkesztők nekiestek és lényegesen leszűkítették, mielőtt publikálásra került volna a sor. Dreiser legtöbb munkájában a társadalmi egyenlőtlenségeket boncolta. A Carrie drágám és Jennie Gerhardt hősnői egyformán harcba szállnak a szegénység és a társadalmi előítéletek ellen.
Az első anyagi és igazi kritikai sikert az Amerikai tragédia (An American Tragedy, 1925) hozta meg számára. Még 1892-ben, amikor Dreiser dolgozni kezdett mint újságíró, megfigyelte, hogy "az Egyesült Államokban van egy bizonyos típusú, gyakran előforduló bűncselekmény, ami kapcsolatban kell hogy legyen azzal a ténnyel, hogy a fiatalok mindenáron valakik akarnak lenni anyagi és társadalmi vonalon egyaránt." Véleménye szerint a szerencse hajhászása már szinte beteges fokot ért el, és ennek eredményeképpen kialakult egy sajátságosan amerikai bűnözés: "a pénzért való gyilkosság sokféle formája előadódik...például a fiatal, ambiciózus udvarló meg akar szabadulni az ugyancsak fiatal de szegény lánytól akit teherbe ejtett, hogy aztán mehessen egy szebb és lehetőleg jómódúbb lány után...persze csak úgy dobni az állapotos lányt nem mindig lehetséges." Mint újságíró, Dreiser nap mint nap találkozott ilyen és hasonló valós történetekkel, melyekben a gyilkosság nem személyes gyűlöletből, inkább a társadalmi egyenlőtlenség miatt történik.
1906-ban egy Chester Gillette nevű férfi megölte Grace Brown nevezetű szeretőjét; ezt a valóban megtörtént gyilkosságot használta fel Dreiser az Amerikai tragédia című regényében. Miután 1922-re elkészült a könyv huszadik fejezetével, rájött, hogy rossz vágányra szaladt vele, és újrakezdte az egészet. Visszavonult brooklyni lakásába, ahol 1925-ben befejezte a regényt. A kézirat túlzottan hosszúra sikerült. A szerkesztők természetesen felére redukálták, de 1925-ben így is két kötet lett belőle, mire publikálták. A regényt két alkalommal is filmre vitték: 1931-ben és 1951-ben. Az Amerikai tragédia volt Dreiser egyetlen, igazán nagy könyvsikere.
A zseniális ember (The "Genius") című regénye, és a trilógiának szánt A pénz királya (The Financier, 1912), The Titan (1914) és The Stoic (ez utóbbi 1947-es posztumusz kiadás), melyek egy Charles Tyson Yerkes nevű chicagói villamosmágnás életét foglalták fiktív keretekbe, már kevésbé ismertek.
1918-ban kiadták a Free and Other Storiescímű első novelláskötetét, és 1927-ben a másodikat: Chains: Lesser Novels and Stories.
Ezeken kívül megjelent két verseskötete is: Moods, Cadenced and Disclaimed (1928), Moods, Philosophical and Emotional (1935)].
1931-ben a Dawn című munkájában megírta élete első húsz évét. A könyv a bevándorlók történetének klasszikus példája.

## Politikai elkötelezettsége
Dreiser "radikális amerikainak" nevezte magát, nem kis büszkeséggel. Az írói szabadságért való küzdelmén túlmenően kiállt mindazok mellett, akik a szabadszólásban korlátozva érezték magukat: szocialisták, anarchisták, vagy bármilyen más radikális csoportok akik nyilvánosan kritizálni merték az amerikai kapitalizmust. Az 1920-as évekre már nagy hírnévre tett szert mint a szabadság szószólója. Síkraszállt a társadalmi igazságtalanság ellen is, ahol csak tudott. 1927-ben a szovjet kormány meghívta az Októberi Forradalom tizedik évfordulója alkalmából. Ugyan a Szovjetunióból nem a legjobb benyomásokkal tért haza, az 1928-as amerikai gazdasági helyzet éppúgy lehangolta. 1945 júliusában, röviddel halála előtt belépett a kommunista pártba, sok más olyan európai íróhoz hasonlóan, akik azokban az időkben még hittek a kommunizmus humanista jellegében.

## Hatása a későbbi generációkra
Dreiser hatalmas befolyással volt az őt követő írói generációra. Sherwood Anderson amerikai regény- és novellaíró így írt Dreiserről 1923-ban: "Nehezek, bizony nehezek Theodore lábai. Némely könyvét milyen könnyű szétszedni, kinevetni nehézkes prózáját... a tintamártogatóknak, az amerikai prózaíróknak akik Dreisert követni akarják, sok dolguk lesz majd mindazzal, amit ő elmulasztott megtenni. Az útjuk hosszú lesz, de köszönhetően Dreisernek, azoknak akik követni fogják, soha többé nem kell szembenézniük azzal az úttal ami a Puritán vadonon vezet keresztül, és mindazzal, amivel Driesernek egyedül kellett szembenéznie."
F. R. Leavis befolyásos brit irodalomkritikus megjegyezte, hogy Dreiser úgy írt, mintha nem lett volna anyanyelve. Feltehetően a megjegyzést a kritikus bóknak szánta.
Az elismert amerikai kritikus Irving Howe a század közepén úgy emlegette Dreisert, mint "egy amerikai óriást, egyikét azon keveseknek akiket Amerika magáénak nevezhetett."

## Díjak
Az irodalmi körök elismerése, amire Dreiser tulajdonképpen egész életében vágyott, kissé későn érkezett. 1944-ben még utoljára New Yorkba utazott, hogy átvegye a Művészetek és az Irodalmak Amerikai Akadémiájának Érdemi Jutalomdíját (Award of Merit from the American Academy of Arts and Letters). Az intézetnél három munkáját említették meg, mint a legnagyobbakat: a Carrie drágámot, a Twelve Men-t és az Amerikai tragédiát.

## Művei
Próza
- Carrie drágám (Sister Carrie, 1900)
- Old Rogaum and His Theresa (1901)
- Jennie Gerhardt (1911)
- A pénz királya (The Financier, 1912)
- The Titan (1914)
- The Lost Phoebe (1914)
- A zseniális ember (The „Genius”, 1915)
- Plays of the Natural and Supernatural (1916) színdarab
- The Hand of the Potter (1918) színdarab
- Free and Other Stories (1918) novellák
- Twelve Men (1919)
- Amerikai tragédia (An American Tragedy, 1925)
- Chains: Lesser Novels and Stories (1927)
- A Gallery of Women (1929)
- The Bulwark (1946) – egy Quaker család története – posztumusz kiadás
- The Stoic (1947) posztumusz kiadás

Versek
- Moods, Cadenced and Disclaimed (1928) versek
- Moods, Philosophical and Emotional (1935) versek

Publicisztika
- A Traveler at Forty (1913) utazás
- A Hoosier Holiday (1916) utazás
- Hey Rub-a-Dub-Dub (1920) filozófiai tanulmány
- A Book About Myself (1922) önéletrajzi; 1931-ben újra kiadták „Newspaper Days” címmel
- The Color of a Great City (1923)
- Dreiser Looks at Russia (1928) utazása a Szovjetunióba
- My City (1929)
- Tragic America (1931) társadalomkritika
- Dawn (1931) önéletrajz
- The Living Thoughts of Thoreau (1939)
- America Is Worth Saving (1941) tiltakozás Amerikának a II. világháborúba való belépése ellen

## Magyarul
- Amerikai tragédia. Regény, 1-3.; ford. Braun Soma; Népszava, Budapest, 1930
- Jennie Gerhardt. Regény; ford. Tábori Pál; Nova, Budapest, 1934
- Carrie, drágám...; ford. Braun Soma; Nova, Budapest, 1934
- A zseniális ember. Regény, 1-2.; ford. Tábori Pál; Nova, Budapest, 1937
- A pénz királya. A szenvedély trilógiája. Regény, 1-3.; ford. Juhász VIlmos; Béta, Budapest, 194?
- Omló bástya; ford. Szinnai Tivadar; Dante, Budapest, 1947
- A dollár uralma alatt. Szociográfia; ford. Gábor György, bev. Boldizsár Iván; köv. kiad.; Szépirodalmi, Budapest, 1951
- Amerikai tragédia. Regény, 1-2.; ford. Németh Andor; Szépirodalmi, Budapest, 1952
- A csapda / Szabadulás. Elbeszélések; ford. Faragó Borbála, utószó Báti László; Új Magyar Kiadó, Budapest, 1956 (Világirodalmi kiskönyvtár)
- Amerikai tragédia. Regény; ford. Szőllősy Klára, utószó Valkay Sarolta; Magyar Helikon, Budapest, 1964 (Helikon klasszikusok)
- Író lettem Amerikában. Theodore Dreiser válogatott önéletrajzi írásai és levelei; vál. Valkay Sarolta, ford. Déri György, Korponay Béla, Raáb György, bev. Bizám Lenke; Gondolat, Budapest, 1966 (Auróra)
- Carrie drágám; ford. Vajda Miklós, Vajda Gábor; Forum, Novi Sad, 1967
- Jennie, te édes. Regény; ford. Tábori Pál; Fortuna, Budapest, 1991 (XX. századi amerikai irodalom)
- A pénz királya, 1-3.; ford. Juhász Vilmos; Fátum-ars, Budapest, 1994
- A bankár; ford. Szinnai Tivadar; Merényi, Budapest, 1995

## Fordítás
- Ez a szócikk részben vagy egészben  a   Theodore Dreiser című angol Wikipédia-szócikk ezen változatának fordításán alapul.  Az eredeti cikk szerkesztőit annak laptörténete sorolja fel. Ez a jelzés csupán a megfogalmazás eredetét és a szerzői jogokat jelzi, nem szolgál a cikkben szereplő információk forrásmegjelöléseként.